# إنديانابوليس 500 سنة 1939
سباق إنديانا بوليس -500 ميل 1939 أقيم في حلبة إنديانابوليس موتور سبيدواي في 30 مايو 1939 وفاز في السباق ويلبر شو من فريق بويل راسينغ بمتوسط سرعة 115.035 ميل/س (185.131 كم/س).
وكان أول المنطلقين جيمي سنايدر (سائق) بسرعة 130.138 ميل/س (209.437 كم/س).